# 神野正英
神野 正英（じんの まさひで、1948年8月7日 - ）は日本の男子陸上競技選手。専門は短距離走。高知県出身。

## 経歴
中学時代から陸上競技を始める。当初は走幅跳の選手だった。高知市立高知西部中学校の1期生で、当時校庭が小学校と併用だったため練習場所が限られ、助走路と砂場だけが確保できた走幅跳をおこなったという。中学3年だった1963年に県の大会で6メートル67センチを記録し､中学ランキングで3位だった。一方で短距離走もおこない、同じ中学3年生の6月に高知中学通信競技選手権大会で11秒5を出した（1か月前には12秒5だった）ことで自らのスピードを自覚したという。
高知高等学校に進学する。高校時代も走幅跳を続け、2年生の時には第20回国民体育大会に7メートル18センチで優勝し、この年の自己ベストは7メートル20センチで、追い風参考で7メートル41センチを記録したこともあった。100メートルでは1年生で11秒0、2年生で10秒9、3年生の時には10秒7まで伸ばした。全国高等学校総合体育大会陸上競技大会（インターハイ）では100メートルに11秒0（手動計時）で3位入賞を果たす。
走幅跳をやめた理由と時期について、1973年の『陸上競技マガジン』の記事では高校の指導者から大学進学に際して「今後は100メートル1本にしぼれ」とアドバイスされ、「強い人がたくさんいた」と判断してやめたとしているのに対し、保阪正康の1984年の著書では「3年生のときに腰を痛めたため短距離走に転向した」としている。1967年に日本大学に進学。1年生の日本陸上競技選手権大会では6着に入賞する。
2年生の1968年、6月1日のスポニチ陸上競技大会の100メートルで飯島秀雄（当時茨城県庁職員）と同タイム（10秒7）の2着となる。9月の日本陸上競技選手権大会の100メートルでは飯島を抑えて初優勝する。しかし、メキシコシティーオリンピック日本代表には神野ではなく実績のある飯島が選ばれた。神野が選ばれなかった理由は「標準記録の10秒3を出していない」ということだった。
以後、大学を卒業して新日本製鐵に入社した1971年まで4連覇を達成する。この間、1970年には1970年夏季ユニバーシアード（トリノ）に日本代表として出場した（100メートルは準決勝敗退）のち、アジア競技大会（バンコク）の100メートルで優勝した（この種目での日本人優勝者は、神野のあと1998年の伊東浩司まで出現しなかった）。しかし、1971年11月の東南アジア遠征で左踝下を痛め、翌年春まで「走れる状態ではなかった」という。
1972年、日本選手権で早稲田大学の石沢隆夫に5連覇を阻まれる。この年開催されたミュンヘンオリンピックには、「100メートルは外国との差がありすぎる」という理由で選手派遣が見送られ、代表にはなれなかった。
翌1973年は好記録を連発する。7月のオタワの国際競技大会で手動計時10秒1を記録し、当時の日本タイ記録となる。しかし帰国後にグラウンドを歩いているときにくぼみに足を取られて転倒して右足を骨折し、同年11月のアジア陸上競技選手権大会（マニラ）には出場できなかった（同大会で石沢と岩本一雄が手動計時10秒1を記録）。
このあと日本選手権では1975年まで3連覇を達成した。日本選手権100メートルの通算7回優勝は、2023年現在も歴代最多記録である。1974年アジア競技大会（テヘラン）では2回連続の代表に選ばれたが、100メートルは2位に終わり、連覇はならなかった
1975年5月31日の日本選抜（国立競技場）で記録した10秒48は、日本陸上競技連盟が電気計時を公認してから最初の日本記録となった（飯島秀雄が1968年のメキシコシティーオリンピック準決勝で出した10秒34は当時公認されず、1984年になってからさかのぼって公認された）。
1976年には、目標としていたモントリオールオリンピックの100メートル代表に選ばれた。しかし、その選考レースとなった日本選手権では2位となり連覇が途絶えた。7月のオリンピック本番では予選に10秒94のタイムで6着敗退に終わる。このオリンピックをもって現役を引退した。引退後の神野は陸上競技からは離れ、新日鐵でビジネスマンとして活動した。
1983年に、出身地である高知県の「高知県スポーツの殿堂」に選定されている。

## 選手としての特徴
短距離走者としては珍しく、眼鏡をかけたまま競技をおこなっていた。また、ストライドやピッチ（平均歩数）などを分析する研究熱心な選手であり、後年にはレース展開を想定してそれに従って走るようになっていたという。1973年6月の1973年太平洋沿岸5か国対抗陸上競技大会（トロント）では95メートルまでトップにいながら、最後はアメリカ合衆国のハーブ・ワシントンに抜かれて2位になった経験から、後半にトップスピードを出すレース運びを試みることとし、神野は従来のスタイルを「Aタイプ」、新しいスタイルを「Bタイプ」と呼んだ。翌月のオタワで10秒1を出したときはこの「Bタイプ」の走り方だった。保阪正康はこの「Bタイプ」の走法について、「吉岡隆徳以来の一〇〇メートルレースの展開を放棄することを意味していた。吉岡から飯島（引用者注：飯島秀雄）まで引き継がれてきた日本人スプリンターの一〇〇メートルレース、それでは勝てないと気づき、それを捨てたのはスプリンターのなかで神野が初めてであった。」と指摘している。
同時代にしのぎを削った岩本一雄の証言では、神野からあるレース前に「おまえ、今日は顔色わるいな。調子わるいんじゃないの。」と声をかけられ、その後は同走するとき直前まで会わないようにしたこともあったという。

## 主要大会成績

### 国際大会
| 年                               | 大会                       | 場所           | 種目    | 結果    | 記録          |
| -------------------------------- | -------------------------- | -------------- | ------- | ------- | ------------- |
| 1970                             | 第6回ユニバーシアード (en) | トリノ         | 100m    | 準決勝  | 10秒7 (+1.36) |
| 1970                             | 第6回ユニバーシアード (en) | トリノ         | 200m    | 予選    | 21秒9         |
| 1970                             | 第6回ユニバーシアード (en) | トリノ         | 4x100mR | 予選    | 41秒1 (2走)   |
| 1970                             | 第6回アジア大会 (en)       | バンコク       | 100m    | 優勝    | 10秒5         |
| 1970                             | 第6回アジア大会 (en)       | バンコク       | 200m    | 2位     | 21秒5         |
| 1970                             | 第6回アジア大会 (en)       | バンコク       | 4x100mR | 2位     | 40秒7 (2走)   |
| 1974                             | 第7回アジア大会 (en)       | テヘラン       | 100m    | 2位     | 10秒55        |
| 1974                             | 第7回アジア大会 (en)       | テヘラン       | 4x100mR | 4位     | 40秒53 (4走)  |
| 1975                             | 第2回アジア選手権 (en)     | ソウル         | 100m    | 2位     | 10秒90        |
| 1975                             | 第2回アジア選手権 (en)     | ソウル         | 4x100mR | 優勝    | 40秒38 (4走)  |
| 1976                             | 第21回オリンピック         | モントリオール | 100m    | 1次予選 | 10秒94        |
| 『日本陸上競技連盟七十年史』参照 |                            |                |         |         |               |

### 日本選手権
- 6位以内の成績を収めた大会を記載

| 年                               | 大会             | 種目    | 結果 | 記録          |
| -------------------------------- | ---------------- | ------- | ---- | ------------- |
| 1967                             | 第51回日本選手権 | 100m    | 6位  | 10秒9 (+1.81) |
| 1968                             | 第52回日本選手権 | 100m    | 優勝 | 10秒7 (-0.93) |
| 1969                             | 第53回日本選手権 | 100m    | 優勝 | 10秒7 (+0.2)  |
| 1970                             | 第54回日本選手権 | 100m    | 優勝 | 10秒9 (-1.73) |
| 1970                             | 第54回日本選手権 | 4x100mR | 優勝 | 41秒4 (4走)   |
| 1971                             | 第55回日本選手権 | 100m    | 優勝 | 10秒7 (-1.45) |
| 1972                             | 第56回日本選手権 | 100m    | 2位  | 10秒8 (+1.6)  |
| 1973                             | 第57回日本選手権 | 100m    | 優勝 | 10秒3 (+3.7)  |
| 1973                             | 第57回日本選手権 | 4x100mR | 優勝 | 42秒0 (4走)   |
| 1974                             | 第58回日本選手権 | 100m    | 優勝 | 10秒5 (0.0)   |
| 1975                             | 第59回日本選手権 | 100m    | 優勝 | 10秒63 (-1.8) |
| 1976                             | 第60回日本選手権 | 100m    | 2位  | 10秒55 (+2.4) |
| 『日本陸上競技連盟七十年史』参照 |                  |         |      |               |

## 日本ランキング
- 10位以内に入った記録を記載
- 1975年以降は電動計時のランキングを記載

| 1966                             | 100m | 7位 | 10秒7  | 高知高等学校 |
| 1967                             | 100m | 6位 | 10秒6  | 日本大学     |
| 1968                             | 100m | 2位 | 10秒4  | 日本大学     |
| 1969                             | 100m | 4位 | 10秒6  | 日本大学     |
| 1969                             | 200m | 2位 | 21秒4  | 日本大学     |
| 1970                             | 100m | 1位 | 10秒3  | 日本大学     |
| 1970                             | 200m | 1位 | 21秒2  | 日本大学     |
| 1971                             | 100m | 1位 | 10秒4  | 新日本製鐵   |
| 1971                             | 200m | 2位 | 21秒4  | 新日本製鐵   |
| 1972                             | 100m | 1位 | 10秒3  | 新日本製鐵   |
| 1972                             | 200m | 4位 | 21秒5  | 新日本製鐵   |
| 1973                             | 100m | 1位 | 10秒1  | 新日本製鐵   |
| 1974                             | 100m | 1位 | 10秒4  | 新日本製鐵   |
| 1975                             | 100m | 1位 | 10秒48 | 新日本製鐵   |
| 1976                             | 100m | 3位 | 10秒65 | 新日本製鐵   |
| 『日本陸上競技連盟七十年史』参照 |      |     |        |              |